# 巴克艾鎮區 (愛荷華州哈丁縣)
巴克艾鎮區（英語：Buckeye Township）是位於美國愛荷華州哈丁縣的一個行政鎮區。

## 地方資料
根據2010年美國人口普查的數據，巴克艾鎮區的面積為92.45平方千米，當中陸地面積為92.42平方千米，而水域面積為0.03平方千米。當地共有人口289人，而人口密度為每平方千米3.13人。